# Almanach na rok 1914
Almanach na rok 1914 je sborník českých avantgardních literátů vydaný roku 1913, tedy těsně před první světovou válkou, kdy přicházela nová vlna moderny.
Almanach podnítil básník Otakar Theer, organizačně se podíleli Otokar Fischer a Čapkové, kteří ke spolupráci přitáhli tehdy osmatřicetiletého S. K. Neumanna. I když byl nejstarší z autorů, byly to právě jeho tři básně (Dub, Střevlíci a Cirkus), které nejlépe charakterizovaly nový směr. Svazek doprovázely kubistické kresby Václava Špály.
Sborník nepřinesl ucelený a jasně formulovatelný teoretický program, který by obsáhl estetiku nové literární tvorby. Otiskl obecnější teoretickou stať jen z oblasti výtvarného umění; přesnější formulace estetických názorů a uměleckých programů publikovali někteří účastníci Almanachu v časopiseckých statích a polemikách.
Na veřejnosti vystoupil jako mluvčí nového tvůrčího hnutí Otakar Theer - v úvodním projevu k recitačnímu večeru se distancoval od generace 90. let i od poezie, jejíž obsah byl zbaven životního neklidu a jejíž forma je pevná, ustálená. Hlavní znak nové mladé poezie viděl ve volném verši. Nový směr moderní poezie chápal jako cestu „od mdloby k síle, od negace ke kladu, od náladového impresionismu k intuičnímu jasnozření v samo srdce životního procesu“. V polemice, která se rozpoutala, se proti mladým postavil Arnošt Procházka, který zavrhoval vnější znaky nové moderny, i F.X. Šalda, který odmítal tematiku moderní civilizace i „časové problémy a společenské otázky“, jež zdůrazňoval Karel Čapek, a v protikladu k orientaci mladých na světově moderní proudy připomínal domácí tradice.
Dvě nejzralejší osobnosti Almanachu - S.K. Neumann a Otakar Theer - byly po mnoha stránkách, a zejména ideových, protichůdné. Byli protipóly svými světovými názory i svým vztahem k demokratickým i civilistickým tendencím nového umění - přesto je spojují některé principy, jež přinášely strukturální proměnu poezie, především její rytmické výstavby. Vnitřní diferenciace ve skupině odlišila pak neumannovsko-čapkovské křídlo od křídla Theerova a od středu (Fischer, Stanislav Hanuš), ze skupiny se vydělil Arne Novák svým tradicionalistickým stanoviskem.
Do připravovaného druhého svazku Almanachu chtěli Čapkové přizvat též Františka Langra, Ervína Taussiga, Richarda Weinera, Petra Křičku a více výtvarníků. Blízko k jejich skupině stál také Karel Toman, který nadšeně přivítal Neumannovy Nové zpěvy. Slibně se rozvíjející avantgardu však v prvním rozletu zabrzdila světová válka. Některé plány se uskutečnily v časopise Červen, jejž Neumann vydával od roku 1918, ale poválečný vývoj skupinu umělecky i občansky rozdělil.
Nejcennějším výsledkem tehdejšího programového úsilí o moderní umění se jeví Čapkovy překlady Francouzské poezie nové doby - znamenající historický mezník ve vývoji moderní české poezie.